# Riccardia laticostata
Riccardia laticostata là một loài rêu trong họ Aneuraceae. Loài này được Schiffn. mô tả khoa học đầu tiên năm 1964.